# Kleingebiet Kaposvár
Das Kleingebiet Kaposvár (ungarisch Kaposvári kistérség) war bis Ende 2012 eine ungarische Verwaltungseinheit (LAU 1) innerhalb des Komitats Somogy in Südtransdanubien. Im Zuge der Verwaltungsreform gelangten Anfang 2013 alle 54 Ortschaften in den nachfolgenden Kreis Kaposvár (ungarisch Kaposvári járás).
Ende 2012 lebten im Kleingebiet Kaposvár auf einer Fläche von 1.041,14 km² 97.040 Einwohner. Hinsichtlich der Fläche nahm es damit die Spitzenposition im Komitat ein und mit 93 Einwohnern/km² wies es nach dem Kleingebiet Siófok die zweithöchste Bevölkerungsdichte auf.
Der Verwaltungssitz befand sich in der Komitatshauptstadt Kaposvár (65.337 Ew.). Igal (1.286 Ew.) besaß ebenfalls Stadtrechte.

## Ortschaften
| Alsóbogát     | Baté           | Bodrog        | Bőszénfa       | Büssü        |
| Cserénfa      | Csoma          | Csombárd      | Ecseny         | Edde         |
| Felsőmocsolád | Fonó           | Gadács        | Gálosfa        | Gölle        |
| Hajmás        | Hetes          | Igal          | Juta           | Kaposgyarmat |
| Kaposhomok    | Kaposkeresztúr | Kaposvár      | Kazsok         | Kercseliget  |
| Kisgyalán     | Magyaratád     | Magyaregres   | Mernye         | Mezőcsokonya |
| Mosdós        | Nagyberki      | Orci          | Osztopán       | Patalom      |
| Polány        | Ráksi          | Sántos        | Simonfa        | Somodor      |
| Somogyaszaló  | Somogygeszti   | Somogyjád     | Somogysárd     | Somogyszil   |
| Szabadi       | Szentbalázs    | Szentgáloskér | Taszár         | Újvárfalva   |
| Várda         | Zimány         | Zselickislak  | Zselicszentpál |              |